# 907-й стрелковый полк
907-й стрелковый полк  — воинская часть СССР в Великой Отечественной войне, входил в состав 244-й стрелковой дивизии.

## История формирования
В соответствии с Приказом Ставки ГК от 29 июня 1941 года за № 00100 «О формировании стрелковых и механизированных дивизий из личного состава войск НКВД» на Л. Берия была возложена ответственность за формирование 15 новых дивизий. Полк был сформирован в городе Дмитрове в первые месяцы войны.
В июле 1941 года полк в составе 244-й дивизии был отправлен на фронт.

## Боевой путь
На 10 июля 1941 года полк вместе с 244-й дивизии находился в составе 31-й армии, включённой в группу армий резерва Ставки.
Влился в состав действующей армии 20 июля 1941 года.
С образованием в конце июля Резервного фронта полк вместе с 244-й дивизией 31-й армии был включён в его состав.

### Духовщинская операция
В июле-августе 1941 года одним из важнейших участков борьбы было Смоленское направление.
В оперативных сводках штаба Западного фронта № 112 и 114 за 21 и 22 августа 1941 г. отмечалось:
"21 августа 244 сд и 45 кд перешли в подчинение 19-й армии."
23 августа 1941 года 29-я, 30-я и 19-я армии Западного фронта возобновили Духовщинскую операцию, при этом 19-я армия была усилена 244-й стрелковой и 45-й кавалерийской дивизиями. Однако вскоре наступление застопорилось.
28 августа 1941 года маршал С. К. Тимошенко приказал 1 сентября 1941 года возобновить наступление с целью овладения Смоленском.
1 сентября 1941 года началось новое наступление советских войск Западного фронта:

### Вяземская операция
2 октября 1941 года в 5 часов 30 минут утра началась мощная, 45-минутная артиллерийская подготовка по всему фронту девятой армии вермахта. После артиллерийской и авиационной подготовки и под прикрытием дымовой завесы противник начал атаки против войск Западного фронта.
Для обхода довольно плотного боевого порядка 162-й сд немцы воспользовались слабой обороной на участке соседа слева — 911-го сп 244-й сд.
«ПЕРЕГОВОРЫ ЛУКИНА с МАЛАНДИНЫМ. 15:00 03.10.41.
Противник больше полка с небольшим количеством танков сбил части 244 СД с реки Вотря, причём все пункты на западном берегу р. Вопь до Чибисово включительно, начиная с севера, заняты были противником, прорвавшихся от Хоменко [30-я Армия].
Части дивизии с особым отрядом Штарма ведут бой на рубеже вост. берег реки Вопь, Ветлица, Староселье, лес вост. Жуково, Симонова»…
«Но враг продолжал наращивать силы. Ему удалось отрезать 913-й полк [244 СД] от главных сил. На выручку ему пришёл командир соседнего, 907-го полка [244 СД] полковник Усанов. Он собрал все огневые средства (а было у него всего двенадцать орудий), всё, что осталось от поредевшей пулемётной роты, личный состав штаба полка, комендантский взвод. Артиллеристы обрушили на врага огонь прямой наводкой. Когда кончились снаряды, Усанов поднял бойцов в штыковую атаку. Кольцо было прорвано, и 913-й полк соединился с главными силами, но в этом бою полковник Усанов погиб. При выходе из окружения погиб и командир 913-го полка полковник Русецкий».

### В немецком тылу
В немецком тылу, в Оленинском районе и в районе посёлка Оленино активно действовал партизанский отряд им. Александра Невского (командир В. И. Попов, отряд состоял из воинов 907-го стрелкового полка 244-й дивизии 19-й армии, вышедших из окружения). В 1941 году группа партизан под командованием П. Н. Соболева обстреляла колонну немцев и захватила двухмоторный самолёт. Партизаны сняли с него пулемёты и рацию, а самолёт уничтожили. 24 января 1942 года по заданию командования 178-й стрелковой дивизии две группы отряда заняли оборону в населённых пунктах Гришино, Высокое и держали её в течение четырёх дней.

## Командный состав
- командир полка — подполковник Усанов Михаил Яковлевич, с 01.07.1941 до 02.10.1941, погиб в бою при прорыве окружения, предположительно похоронен на Медвежьей Горе Ржевского района Тверской области.